# Sicyopus
A Sicyopus a csontos halak (Osteichthyes) főosztályának a sugarasúszójú halak (Actinopterygii) osztályába, ezen belül a sügéralakúak (Perciformes) rendjébe, a gébfélék (Gobiidae) családjába és a Sicydiinae alcsaládjába tartozó nem.

## Rendszerezés
A nembe az alábbi 9 faj tartozik:
- Sicyopus auxilimentus Watson & Kottelat, 1994
- Sicyopus cebuensis Chen & Shao, 1998
- Sicyopus discordipinnis Watson, 1995
- Sicyopus exallisquamulus Watson & Kottelat, 2006
- Sicyopus jonklaasi (Axelrod, 1972)
- Sicyopus lord Keith, Marquet & Taillebois, 2011
- Sicyopus multisquamatus de Beaufort, 1912
- Sicyopus nigriradiatus Parenti & Maciolek, 1993
- Sicyopus zosterophorus (Bleeker, 1856) - típusfaj